# Роданж 91
«Роданж 91» (люксемб. FC Rodange 91, нім. FC Rodingen 91) — люксембурзький футбольний клуб із міста Роданж, заснований 1991 року.

## Історія
Клуб був створений в 1991 році в результаті злиття двох клубів Rodanger Chiers FC і FC Racing. Перший клуб був заснований в 1907 році і в період між 1938 і 1980 роками провів 14 сезонів в Національній дивізії, найвищій лізі в Люксембурзі. Другий клуб був заснований в 1931 році і в період між 1946 і 1956 роках провів сім сезонів у вищому дивізіоні і грав у фіналі Кубка Люксембурга в 1949 році, поступившись там з рахунком 0:1 клубу «Стад Дюделанж».
Новостворений клуб став виступати у другому дивізіоні, який виграв у сезоні 1994/95. Завдяки цьому у сезоні 1995/96 «Роданж 91» дебютував у вищому дивізіоні, зайнявши 8 місце. Втім вже у наступному сезоні 1996/97 клуб опинився на передостанньому 11-му місці і вилетів до другого дивізіону.
У сезоні 1999/00 «Роданж 91» зайняв друге місце у другому дивізіоні і повернувся до Національної дивізії. Сезон 2000/01 клуб закінчив на 9-й позиції і вилетів до другого дивізіону. У сезоні 2003/04 клуб зайняв 12-е місце і вилетів до третього дивізіону, а в сезоні 2009/10 навіть до четвертого.
У сезоні 2011/12 він виграв групу 2 четвертого дивізіону і повернувся до третього. Там у наступному сезоні 2012/13 він зайняв друге місце в групі 2, а потім у плей-оф він переміг «Оберсторн» (4:0) і вийшов до другого дивізіону. Там у наступні два сезони 2013/14 і 2014/15 він «Роданж 91» займав четверте місце, а сезоні 2015/16 був п'ятим.
У сезоні 2016/17 клуб посів друге місце в другому дивізіоні і втретє вийшов до елітного дивізіону країни. Однак і це повернення виявилось невдалим, «Роданж 91» зайняв передостаннє 13-е місце в сезоні 2017/18 і вилетів з вищого дивізіону. Втім у сезоні 2018/19 клуб зайняв 1 місце і з першої спроби знову повернувся у найвищий дивізіон країни.

## Відомі тренери
- Віктор Пасулько (2015 – 2016)